# Melanargia microprocida
Melanargia microprocida är en fjärilsart som beskrevs av Ruggero Verity 1919. Melanargia microprocida ingår i släktet Melanargia och familjen praktfjärilar. Inga underarter finns listade i Catalogue of Life.